# Le Retour du soldat
Pour plus de détails, voir Fiche technique et Distribution.
Le Retour du soldat (The Return of the Soldier) est un film britannique réalisé par Alan Bridges, sorti en 1982.

## Synopsis
Le capitaine Chris Baldry est de retour de la Première Guerre mondiale et souffre de stress post-traumatique. Il se trouve confronté à sa femme, Kitty Baldry, qui a une vision de très précise de ce que doit être sa vie et décide de retrouver Margaret Grey, son amour de jeunesse.

## Fiche technique
- Titre : Le Retour du soldat
- Titre original : The Return of the Soldier
- Réalisation : Alan Bridges
- Scénario : Hugh Whitemore d'après le roman de Rebecca West
- Musique : Richard Rodney Bennett
- Photographie : Stephen Goldblatt
- Montage : Laurence Méry-Clark
- Production : Simon Relph et Ann Skinner
- Société de production : Barry R. Cooper Productions, Brent Walker Pictures et Skreba Films
- Pays de production :  Royaume-Uni
- Genre : Drame
- Durée : 99 minutes
- Dates de sortie : 
  - France : 14 mai 1982 (festival de Cannes)
  - Royaume-Uni : 6 janvier 1983

## Distribution
- Julie Christie : Kitty Baldry
- Glenda Jackson : Margaret Grey
- Ann-Margret : Jenny Baldry
- Alan Bates : le capitaine Chris Baldry
- Ian Holm : le docteur Anderson
- Frank Finlay : William Grey
- Jeremy Kemp : Frank
- Hilary Mason : Ward
- John Sharp : Pearson
- Elizabeth Edmonds : Emery
- Valerie Whittington : Beatrice
- Patsy Byrne : Mme. Plummer
- Amanda Grinling : Alexandra
- Edward de Souza : Edward
- Michael Cochrane : Stephen
- Vickery Turner : Jessica
- Emily Irvin : Jenny jeune
- William Booker : Chris jeune

## Distinctions
Le film a été présenté en sélection officielle en compétition au Festival de Cannes 1982.